# Rafael Llano Cifuentes
Dom Rafael Llano Cifuentes (Cidade do México, 18 de fevereiro de 1933 — Rio de Janeiro, 28 de novembro de 2017) foi um bispo da Igreja Católica, emérito da diocese de Nova Friburgo, canonista e escritor, autor de inúmeros livros de conteúdo ascético-espiritual e pastoral. Conhecido pelo seu trabalho pastoral junto aos jovens e dedicação ao apostolado com as familias.
Nascido no México, exerceu uma intensa atividade pastoral na Espanha e no Brasil, sendo um dos primeiros fiéis do Opus Dei a trabalhar no Brasil.

## Biografia
Dom Rafael Llano Cifuentes nasceu na Cidade do México, a 18 de fevereiro de 1933. Durante algum tempo de sua infância morou em Cuba e depois se transferiu para a Espanha. Conheceu o Opus Dei em sua juventude na cidade de Madri e pediu admissão como numerário em 1949. Licenciou-se em Direito Civil pela Universidade de Salamanca.
Em Roma pôde estar muito próximo do fundador do Opus Dei, São Josemaria Escrivá. É Doutor em Direito Canônico pela Pontifícia Universidade de São Tomás de Aquino, de Roma. Foi ordenado sacerdote da Prelazia do Opus Dei em 20 de dezembro de 1959. 
Em 1961 inicia um fecundo trabalho pastoral no Brasil. Em 1975 esteve entre o que inciaram o trabalho do Opus Dei no Rio de Janeiro. Durante esse período dedicou-se com muita vibração ao trabalho entre os jovens, assim como entre pessoas casadas, e ao acompanhamento espiritual de muitos sacerdotes diocesanos.
Nomeado Bispo Titular de Mades e Auxiliar da Arquidiocese de São Sebastião do Rio de Janeiro em 4 de abril de 1990, é ordenado Bispo em 29 de junho de 1990, sendo o principal consagrante o cardeal arcebispo Eugênio de Araújo Sales. Adotou como lema: “Omnia traham ad meipsum” (Atrairei a mim todas as coisas). Criador, na Coordenação da Pastoral da Juventude, dos denominados “Encontros Jovem-Rio” que acontecia a cada dois anos em união com o Papa nas Jornadas Mundiais da Juventude.
Em 20 de junho de 2004 tornou-se bispo diocesano de Nova Friburgo, no estado do Rio de Janeiro.
Foi professor de Direito Matrimonial no Instituto Superior de Direito Canônico do Rio de Janeiro, e Coordenador da Pastoral Familiar, da Pastoral da Juventude e da Pastoral Universitária da Arquidiocese do Rio de Janeiro. De 2003 a 2007 foi Presidente da Comissão Episcopal Pastoral para a Vida e a Família, da CNBB. Publicou diversas obras de espiritualidade principalmente na área de matrimônio e família. Nomeado Bispo responsável pela Delegação Oficial do Brasil para VI Encontro Mundial do Papa com as Famílias em Maio de 2008. 
Eleito Membro da Academia Brasileira de Filosofia no dia 4 de setembro de 2008 para a 16ª cadeira antes ocupada por Dom Estevão Tavares Bittencourt. Empossado em 18 de março de 2009.  
No dia 20 de janeiro de 2010 teve a sua renuncia como Bispo Diocesano de Nova Friburgo aceita pelo Papa Bento XVI, por limite de idade, passando a ser Bispo Emérito da mesma diocese. Em 2007 foi eleito Presidente do Regional Leste-1 da CNBB, cargo que ocupou até maio de 2011.
Faleceu no dia 28 de novembro de 2017, aos 84 anos, no centro do Opus Dei onde residia. Foi sepultado no Cemitério São Francisco Xavier, no Caju, cumprindo o desejo do bispo emérito. Em 2018 foi publicado postumamente o livro "Mar adentro - Memórias", uma memória auto-biográfica de D. Rafael.